# Falcileptoneta tajimiensis
Espèce
Falcileptoneta tajimiensis est une espèce d'araignées aranéomorphes de la famille des Leptonetidae.

## Distribution
Cette espèce est endémique de Honshū au Japon. Elle se rencontre à Tajimi dans la préfecture de Gifu.

## Description
Le mâle holotype mesure 1,73 mm.

## Étymologie
Son nom d'espèce, composé de tajimi et du suffixe latin -ensis, « qui vit dans, qui habite », lui a été donné en référence au lieu de sa découverte, Tajimi.

## Publication originale
- Irie & Ono, 2011 : Two new species of the spider genus Falcileptoneta (Araneae, Leptonetidae) from Gifu and Mie Prefectures, Honshu, Japan. Bulletin of the National Museum of Nature and Science, Tokyo, sér. A, vol. 37, p. 73-78 (texte original).